# مقاطعة مياولي
مقاطعة مياولي هي مقاطعة في تايوان، تقع في مقاطعة تايوان، بلغ عدد سكانها 548,863  نسمة وذلك حسب إحصائيات سنة ديسمبر 2018، عاصمتها مدينة مياولي ، تبلغ مساحتها 1,820 كيلومتر مربع.

## الموقع
تشترك في الحدود مع:
- تاي شانغ.

## مدن توأم
المدن التوأم:
- شيا يي.

## التقسيمات الإدارية
- داهو .

## أعلام
- تشون كاي فنغ